# Metatrichoniscoides celticus
Metatrichoniscoides celticus är en kräftdjursart som beskrevs av Oliver och Christoph Jakob Trew 1981. Metatrichoniscoides celticus ingår i släktet Metatrichoniscoides och familjen Trichoniscidae. Inga underarter finns listade i Catalogue of Life.
Detta kräftdjur förekommer endemisk vid en cirka 20 kilometer lång kuststräcka i grevskapet Glamorgan i Wales. Dessutom upptäcktes några exemplar vid kustlinjen av grevskapet Cumbria i nordvästra England. Individer hittades under stenar nära stranden i zoner där tidvatten förekommer (Litoralzonen). I samma område hittades även rester av strandens växtlighet.
IUCN kategoriserar arten globalt som sårbar på grund av den begränsade utbredningen.